# Luis Domingo Laíno Guanes
Luis Domingo Laíno Guanes (Asunción, 1974) es un economista y diplomático paraguayo. Es hijo del político Domingo Laíno, y ha desarrollado una carrera en el ámbito de la diplomacia económica, la academia y la investigación en políticas públicas.

## Formación académica
Es licenciado en economía por la Universidad Católica de Asunción, magíster en economía con especialización en desarrollo y economía internacional por la American University (Washington D. C.) y doctor en Ciencias Económicas por la Universidad Nacional de Asunción. Ha realizado estudios de posgrado complementarios en Suecia, Corea del Sur y Estados Unidos.

## Carrera profesional
En el ámbito público, desempeñó funciones técnicas en la Secretaría Técnica de Planificación del Desarrollo Económico y Social y fue docente en la Facultad de Ciencias Económicas de la Universidad Nacional de Asunción.
En el servicio exterior paraguayo, se desempeñó como encargado de negocios y jefe de misión en Portugal, embajador extraordinario y plenipotenciario ante la República de Cuba y representante concurrente ante Haití y la República Dominicana.
Tras su paso por la diplomacia, se ha dedicado al asesoramiento en políticas públicas y es actualmente investigador del Centro de Investigación del Chaco Americano (CICHA) de la Fundación Manuel Gondra.

## Publicaciones
Es autor de:
- Fragilidad financiera en Paraguay
- Revolución energética en Cuba

También ha contribuido con capítulos de libros, artículos especializados y columnas de opinión en medios nacionales e internacionales.